# محمد علي (لاعب كرة قدم هندي)
محمد علي (بالإنجليزية: Mohamed Ali) هو لاعب كرة قدم هندي، ولد في 21 أغسطس 1992 في Caranzalem ‏ في الهند. لعب مع نادي ديمبو.

## وصلات خارجية
- محمد علي على موقع قاعدة بيانات كرة القدم.إي يو (الإنجليزية)
- محمد علي على موقع Soccerway.com (الإنجليزية)